# Урсула фон Флекенщайн
Урсула фон Флекенщайн (на немски: Ursula von Fleckenstein; * 1553; † 24 октомври 1595) е благородничка от фамилията на господарите на господствата Флекенщайн-Дагщул в Елзас е чрез женитба графиня на Лайнинген-Дагсбург-Фалкенбург.

## Произход
Тя е най-малката дъщеря на фрайхер Георг I фон Флекенщайн († 1553) и съпругата му вилд- и Рейнграфиня Йохана фон Залм-Кирбург († 1595), дъщеря на вилд–и Рейнграф Йохан VII фон Салм-Кирбург (1493 – 1531) и графиня Анна фон Изенбург-Бюдинген-Келстербах († 1551/1557).

## Фамилия
Урсула се омъжва на 18 февруари 1577 г. в Хартенбург за граф Емих XI фон Лайнинген-Дагсбург-Фалкенбург (* 15 декември 1540; † 13 март 1593), вторият син на граф Емих X фон Лайнинген-Хартенбург (1498 – 1541) и графиня Катарина фон Насау-Саарбрюкен (1517 – 1553). Те имат децата:
- Анна Мария († сл. 1631), омъжена на 26 септември 1601 г. за граф Георг V (IV) фон Ортенбург (1573 – 1627)
- Йохан Лудвиг (1579 – 1625), граф на Лайнинген-Дагсбург-Фалкенбург, женен на 1 юни 1611 г. за Мария Барбара фон Зулц (1588 – 1625)
- Филип Георг (1582 – 1627), женен на 4 юли 1614 г. за Анна фон Ербах (1582 – 1650)
- Елизабет (1586 – 1623), омъжена на 8 януари 1620 г. за граф Йохан Филип II фон Лайнинген-Дагсбург-Хартенбург (1588 – 1643)
- Мария Урсула (1590 – 1649), омъжена I. на 17 юли 1604 г. за граф Арнолд II фон Мандершайд-Бланкенхайм (1546 – 1614), II. на 12 юни 1616 г. за алтграф Ернст Фридрих фон Залм-Райфершайт (1583 – 1639)

## Галерия
- Герб на фон Флекенщайн
- Герб на фрайхерен фон Флекенщайн-Дагщул
- Герб на Лайнинген-Харденбург